# استان شرقی (روآندا)
استان شرقی (روآندا) (به لاتین: Eastern Province, Rwanda) یک استان در رواندا است که در شرق واقع شده‌است.

## خصوصیات
استان شرقی ۹٬۸۱۳ کیلومترمربع مساحت و ۲٬۶۰۰٬۸۱۲ نفر جمعیت دارد.